# Тули (култура)
Тули (/ˈtuːli/ или /ˈθjuːl/) или прото-Инуити су претече модерних Инуита. Њихова култура се развила на обалама Аљаске око 1000. године и ширила даље на исток преко Канаде, стижући до Гренланда око 13. века. Како су напредовали, тако је дошло до смене старије, палео−ескимске, дорсетске културе, чији су носиоци пре тога насељавали овај простор. Термин "Тули" потиче од насеља Питуфик или Тули (чији су становници између 1952. и 1953. пресељени у ново насеље, које је 1953. преименовано у Каанаак, незванично Нови Тули) на северозападу Гренланда, где су пронађени археолошки остаци људи који су живели око Комер Мидена. Веза Тула и Инуита је биолошка, културолошка и језичка.
Докази подржавају идеју да су Тули (али и дорсетска култура у мањој мери) били у контакту са Викинзима, који су у 11. веку стигли до обале Канаде. У изворима Викинга, они се помињу као Скрилинзи, што је био викиншки назив за све староседеоце Северне Америке. Неки Тули су мигрирали на југ у „другом таласу ширења” или „другој фази”. До 13. или 14. века, Тули заузимају подручје на коме тренутно живе централни Инуити, а до 15. века Тули коначно замењују Дорсете. Интензивни контакти са Европљанима су започели у 18. веку. Због негативних ефеката „Малог леденог доба” (1650-1850), заједнице Тула су се раздвојиле, и од тада су познати као Ескими, а касније и Инуити.

## Историја
Тулска култура трајала је од 200. године п. н. е. до 1600. године н.е, око Беринговог мореуза и Тули се сматрају праисторијским прецима Инуита, који данас живе у северном Лабрадору.
Културу Тула је мапирао Теркел Матиасен, након његовог учешћа као археолога и картографа „Пете данске експедиције у Арктичкој Америци” од 1921—1924. године. Копао је локације на острву Бафин и северозападном региону Хадсон залива, и открио места за које је сматрао да су остаци високо развијене ескимско китоловачке културе. Веровао је да су ови људи потекли са Аљаске и преселили се у арктичку Канаду пре око 1.000 година. Постоје три фазе развоја које воде до тулске културе: Оквик-Старо Берингско море, Пунук, Бирнирк, па тек онда тулска култура. Носиоци култура из ових фаза су названи "Нео-Ескими", и посматрају се одвојено од ранијих арктичких култура.
Тулска култура заменила је дорсетску културу на источном Арктику и увела, како кајаке, тако и умиаке, тј. кожне чамце у свакодневни живот. У археолошким записима се наводи употреба гвожђа и бакра у напредној технологији израде харпуна у лову на гренландске китове, највеће животиње на Арктику која даље шири се преко обала Лабрадора и Гренланда, означавајући се као "нео-ескимска" култура.

### Прва фаза Тулске културе - Старо Берингово море (200—500 н.е)
Старо Берингово море (СБМ) фазу је описао Дајмонд Џенес на основу сакупљања фино декорисаних патинизиране харпунских глава од костију животиња и друге ископане објекте на Сент Лоренсу и Диомедовим острвима. Џенес је идентификовао Берингову културу као високо развијену инуитску културу североисточно-азијског порекла пре доласка Тула.
Јака адаптација на живот поред мора је карактеристична за Туле у СБМ фази. По први пут се у археолошким налазима појављују и кајаци и умиаки (велики чамци). Најчешћи алат тог времена су били добро углачани шкриљци, а не артефакти од кремена или каменик окресака. Такође су били у употреби копљасти ножеви, пројектилске главе и улуи (кратки ручни нож са широким сечивом у облику полумесеца). Тули су правили сирову (непечене) керамику. Кости и рогови су имали широку примену. Користили су се за израду глава на харпунима, прављење стрелица, игала, шила и пијука. Моржеве лопатице су се користиле као лопате.
Постоји много важних иновација које су довеле до тога да лов буде ефикаснији. Харпуни са монтираним леденицама на њима су коришћени за лов на туљане. Ови људи су у великој мери зависили од туљана и моржева. Лако је одвојити СБМ културну фазу због препознатљивих тачака, кругова и краћих линија, коришћених за украшавање њихових алата.
Хронолошки однос између култура Оквик и СБМ је предмет дебате и још увек није решено то питање, а тумачење је засновано углавном на стилове осликавања-резбарења. Неки сматрају да је то посебна култура, претеча СБМ фазе, али њихова сличности и резултат датирања радиоактивног угљеника указују на то да је најбоље ове фазе сматрати једном, са више регионалних варијанти.

### Пунук и Бирнирк фазе (800—1400 н.е)
Стаза Пунук је наставак СБМ фазе, која се расподелила дуж главних острва Беринговог мореуза и уз обалу чукотског полуострва. Културу Пунук фазе је описао Хенри Колинс 1928. године, чије је остатке пронашао на сметлишту дубоком 4,9 m на једном од пунучких острва. Касније ископавање на острву Сент Лоренс је потврдило Џенесове идеје о култури Беринговог мора и показало континуирану културну везу на острвима СБМ, преко Пунука до савремене ескимске културе.
Пунук се разликује од СБМ својим стилом осликавања-резбарења и изградњи кућа, као и стиловима праљења харпуна и начина лова на китове. Пунук насеља су била већа и чешћа од него у СБМ. Куће су били су подземни, квадратни или правоугаони станови са дрвеним подовима. Конструкцију кућа су чиниле кости вилица китова покривене кожом или бусеновима траве, а затим снегом. Ове куће су биле лепо изоловане и биле би видљиве само станарима. (Да бисте погледали како изледа реконструисани 3Д модел куће Тула, пронађите везу у одељку спољашне везе).
Лов на китове има већу важност овој културолошкој фази. Ловци би користили умиаке и убијали китове у уским леденим каналима, али и на отвореном мору на јесен. Китови на отвореном мору су захтевали искуство, тимове чамаца и ловаца, као и узајамну сарадњу неколико чамаца истовремено. Капетан (умиалик) чамца за лов на китове је и данас важна позиција у арктичким заједницама.
Оклесани камени алати замењени су шкриљцима, а алат од кљова моржева је замењем трозупчастим алатом од гвожђа. Харпунски стилови су постали једноставнији и стандардизованији, као и пунучка уметност. Пунук је дао нове методе лова који су довели до измишљања оклопа направљеног од кости, као и прве употребе лука и стреле. Такође се у овој фази појављују заштитници за зглобове, направљени од костију, ојачани лукови за лов, буздовани и ојачане мреже.
Бирнирк култура је најпознатија дуж обалне северне и западне Аљаске. Постоје три фазе Бирнирк културе: рани Бирнирк, средњи Бирнирк и касни Бирнирк. Ове фазе су се првенствено разликовале постепеним променама у главама харпуна и стрела. Харпунске главе су чешће биле израђиване од рогова, а не од кљова моржева.
Људи Бирнирка су користили исте ловачке методе и технологију као људи Пунука и СБМ-а, али није било уметности. Постоји врло мало доказа о алату или декору оружја. Уметност која је била присутна у фази Бирнирк била је ограничена на спиралне и концентричне мотиве на глиненим посудама с коштаним држачима. Користили су саонице истог основног дизајна који су касније коришћене са псећом вучом. Бирниркови људи су били ловци на морске сисаре, који су се бавили и риболовом. Куће су биле квадратне, са зидовима изграђеним од хоризонтално наслаганих стабала са појединачним или дуплим стубивима у сваком углу. Простори за спавање су били у задњем делу стана. У рушевинама кућа нису пронађена унутрашња огњишта, мада су лепо украшени и ожарени делови грнчарског посуђа указали на широку употребу отворене ватре.

### Класични Тули (1100—1400)
Током овог времена, источни Тули су се проширили кроз северно арктичко подручје, али су отишли и на југ. Тули су живели дуж обала хадсоновог пролаза, у региону Хадсоновог залива и на обали Фокса), дуж копна од делте Макензи реке до полуострва Мелвил. Термин "класични Тули" првобитно је употребио археолог Алан МекКартни за становништво које је постојало између 1100 и 1400 године.
Тули су и даље живели у полуподземним зимским кућама, али су се током лета селили у шаторе од коже. Ивице шатора су одржавали кружно постављени каменови. Тули су користили гвожђе дуго пре контакта са Европљанима. У западним тероторијама је коришћено у малим количинама, пре свега за прављење ножева и за гравирање другог алата. Извор гвожђа су били метеори, али и трговина са Норсима чије су пополације почеле са експанзијом. Гвозђе је коришћено и у прављењу врхова пројектила кроз процес под називом епиметалургија. Овим процесом се прави јачи, тежи и ефикаснији врх стреле, копља или харпуна. Метал је омогућио Тулима да комбинују више материјала како би направили више алата од дрвета и костију. Једини проблем са којим су се суочавали је била нестална снабдевеност металом. Тули су имали јако развијену технологију. Извештаји наводе бројне артефакте који се користе за лов. Класични Тули нису придавали велики значај уметности. Пронађене уметнине су биле кућни предмети као што су чешаљ, и то са врло једноставаним, линеарним дизајном. На гравурама су приказивани људи, животиње или симболи који су представљали људске везе са натприродним светом.

### Посткласични Тули и први контакт са Европљанима
Посткласична тулска традиција трајала је од 1400. године па до првих контаката са Европљанима у подручјима где није било много китова. Постоји пуно доказа о другим начинима преживљавања, као што су докази лова на ирвасе, туљане и рибе. Ова насеља показују постепено смањење употребе китова и чешће коришћење егзистенцијских стратегија са запада. Сеобе Тула осликавају притиске са којима су се суочавали класични Тули, али је клима одиграла пресудну улогу. Почетак "малог леденог доба" који се догодио између 1400. и 1600. године, ограничава употребу бродова и број китова присутних у тој области. Ово је скратило сезону лова. Лов умиацима и кајацима је престао на Арктику у 16. веку. Око 1600. године људи су се преселили и напустили далеки Арктик због озбиљних климатских промена. Тули који су живели близу отворене воде нису били под утицајем смањења температуре. Током овог времена појавиле су се локалне групе као што су Бакар Инуити, Нетсилингмуити и Инглулингмуити.

### Ширење Тула на исток и запад Арктика
Између 900. и 1100. године, почело је ширење културе Тула на запад. Ефикасност изградње кућа се побољшавала са ширињем народа ка западу и откривањем нових метода, пошто је почела употреба саоница са псећом вучом. То је омогућило ловцима да даље путују и прате миграцију крупне дивљачи и морских сисара. Након 1000. године пракса употребе полираног шкриљца за израду алата је наставила се шири све до алеутских острва. Методе израде грнчарије су се такође шириле и замениле нортонску традицију на јужној Аљасци. Постојале су разлике између подручја у којима је традиција мигрирала. Куће у источнијим регијама биле су изнад земље и окружене каменим платформама за спавање. Облик и подршка зграда је била од костију кита. Источне популације су преферирале кројачку креду (стеатит) уместо грнчарије и развиле технику употребе паса за вучу саоница.
Негде око почетка другог миленијума, Тули су почели да се мигрирају на исток. Док су западни Тули населили северну и западну обалу Аљаске, остале групе су мигрирале су на исток преко канадског Арктика до Гренланда. Нешто пре 1000. године, централни и источни канадски арктик су окупирали људи дорсетске културе. Током неколико векова, ова култура је потпуно маскирана или потиснута од стране имиграната са запада. Докази о контакту између Дорсета и Тула су оскудни и природа дорсет-тул смене култура остаје слабо схваћен феномен.
Култура Тула је први пут идентификована на источном Арктику интердисциплинарним истраживањима данских научника између 1921. и 1924. године. Тим антрополога, археолога и природњака саставио је масиван опис канадског Арктика у петој експедицији на Туле. Теркел Матиасен је тврдио да је традиција почела на Аљасци, а да је лов Тула био базиран на употреби саоница са псима, великим кожним чамцима и кајацима који су им омогућавали кретање преко много веће ловачке територије, учествују у трговини и транспорту робе. Испоставило се да је Матиасен био у праву у вези са његовим хипотезама, па је чак је мапирао миграцију Тула и интеракцију са Гренландом.
Постоји много различитих теорија о томе зашто су се Тули иселили из Беринговог мореуза. Неке од њих су следеће. 
- Једна теорија је објашњена културно-еколошким моделом који је развио Р. Макги. Идеја је да су прве породице Тула пратиле кретања групе гренландских китова који су били важан извор хране и сировина. На почетку епизоде новоатлантске климатске промене, која се догодила између 900. и 1200. на северној хемисфери, резултирала је продуженом сезоном отворене воде дуж северне обале Аљаске. Такође долази до ширења летњег ареала распрострањења китова од Бофоровог мора и даље ка истоку у канадски архипелаг. Као и друге врсте китова, гренландски китови наговештавају када треба избегавати ледене канале и пролазе због могућности заглављивања у њима и неминовне смрти. Опште климатско загревање можда је смањило количину леда, дозвољавајући да се китови и њихови ловци шире на исток.

- По другој теорији је због рата на Аљасци и жеље да се пронађу нови извори гвожђа за израду алата, дошло кретања људи ка истоку. Археолози су користили дистрибуцију раних харпунских глава аљаског стила израде како би пратили путеве које су користили Тули. Једна рута прати Бофорово море и Амундсенов залив, улазећи у Арктик преко Паријевог канала и Смит Саунда. Друга рута је водила Туле на југ дуж западне обале залив Хадсон.

## Култура
Познати по употреби шкриљчаних ножева, умиацима, чамаца од туљанске коже и двостраним харпунима, Тули су претежно зависили од морских животиња - нарочито великих морских сисара.
Зимска насеља су обично имала једну до четири куће са око десет људи. Њихове куће су направљене од костију кита и коришћене у периоду летњег лова. Друге грађевине укључују места за убијање, складиштење хране и привремене боравке. Нека велика насеља су у најбољем случају имала десетак кућа, са око педесетак становника.

## Алати
Различите фазе тулске културе се разликују по различитим стиловима стварања алата и уметности. Касније фазе, Пунук и Бирнирк, имају већу заступљеност у археолошком запису. Људи тих периода су се ширили даље и трајали дуже од своји претходника. Тули су добро познати по технолошком напретку у транспортним и ловачким техникама и алатима. Харпун је играо веома значајну улогу у лову на китове, а Тули су измислили неколико типова харпунских врхова од китовљевих костију.

## Постојање
Традиција класичних Тула је у великој мери зависила од гренландског кита, који били релативно лаган плен, будући да се крећу споро и бораве близу обала. Људи су од њих добијали храну, од сланине су правили уље за одржавање ватре, кување, а кости користили за грађевинске конструкције и израду алата. Тули који нису били део заједница китоловаца су претежно преживељавали хранећи се рибама, великим морским сисарима и ирвасима. Пошто су имали напредну технологију транспорта, имали су приступ ширем кругу извора хране. Већина археолошких артефаката који су пронађени су били напраљени од костију китова.

## Назалишта Тула и пројекти
Постоји неколико главних археолошких истраживачких пројеката који су спроведени на култури Тула. Највећи број истраживања је на следећим локалитетима: Торнгатска планина, Самерсет, Залив Крунисања, Нелсон (река), Бафинова земља, Викторија острво и Девон (острво) .